# Keresztre feszítés (az aacheni oltárkép festőjének alkotása)
A Keresztre feszítés című képű annak az ismeretlen festőnek az alkotása, aki az aacheni oltárképet is készítette. A mai Németország területéről származó mű a londoni National Gallery gyűjteményének része. A kép olajjal készült tölgyfa lapra, mérete 107,3 × 120,3 centiméter.

## A hármasoltár
A festmény egy hármasoltár középső panelje, amelyet Hermann Rinck háromszoros kölni polgármester családja rendelt meg a politikus halála után. A mű feltehetően 1490 és 1495 között készült, majd a kölni Szent Kolumba-templom családi kápolnájában helyezték el. A két szélső, behajtható tábla a liverpooli Walker Art Gallery tulajdonában van. 1810 és 1820 között szerelték szét és különítették el egymástól a festményeket. A két oldalsó panel a Jézus keresztre feszítése előtt és után történt eseményeket ábárzolja. 1963-ban a szárnyas oltárt renoválták, és a két szélső panel hátsó oldalát borító festékréteg alatt megtalálták Hermann Rinck és felesége, valamint három fiuk képét.

## A keresztre feszítés
A kép fókuszában a keresztre feszített Jézus, és az alatta imádkozó, kék köpenyes Szűz Mária, valamint a vele szemben álló, vörös köpenyt viselő János apostol látható. Mária körül három kétségbeesett nő. A két lator teste megfeszül az agóniában, Jézusé ellenben békés. A tömegben, a bal felső sarokban Jézus még életében látható, ahogy a kereszttel a vállán, a súlytól meggörnyedve tart a kivégzés helyére. A jobb felső sarokban pedig az látható, ahogy Jézus holttestét leveszik a keresztről.